# Niños Cantores de Viña del Mar
Los Niños Cantores de Viña del Mar es una agrupación coral chilena, la cual ha desarrollado una amplia y fructífera labor cultural en el ámbito musical y coral dentro del Chile y del extranjero. Esto queda de manifiesto al ser instituido como Embajador Cultural de la Quinta Región, distinción otorgada por la Intendencia Regional de Valparaíso.
Ha representado la actividad cultural nacional en Argentina, Brasil, Paraguay, Estados Unidos, Rusia, Suecia, Finlandia, España, Francia, Alemania y Austria.
Fundado por el profesor Jorge Bonilla Vera, el Coro ha servido de semillero de más de 400 coralistas desde el año 1983. Hasta 2017 el coro fue dirigido por Licarayén Aros, quien fue integrante del mismo coro cuando era niña.
En las presentaciones nacionales, se cuentan grabaciones para dos presidentes de la República, una ante su santidad, el papa Juan Pablo II, y ante el Congreso Nacional. Asimismo, ha participado en conciertos de Amnistía Internacional, el Festival Internacional de la Canción de Viña del Mar y en el Festival del Huaso de Olmué.
Además, han hecho colaboraciones junto a importantes artistas nacionales y extranjeros, como el conjunto Inti Illimani, Barroco Andino, Roberto Bravo, León Gieco y Los Jaivas, entre otros.
Su labor artística se extiende a la organización de eventos corales de participación masiva como lo es la Bienal Internacional de Niños Cantores realizada en Viña del Mar y el encuentro coral Cantapueblo, coorganizado en Chile junto a la Fundación Coppla de Argentina.
En reconocimiento a su trabajo, el Coro Niños Cantores de Viña del Mar ha recibido numerosos premios. Entre ellos: Secretaría Ministerial de Educación de la V Región, Cámara de Turismo Regional y el Premio Cultural de la Asociación de Mujeres Periodistas. A su vez, su fundador, don Jorge Bonilla Vera fue galardonado con la distinción “Premio Chile por la Paz”, otorgado por Fundación Paz Mundial y Organización de las Naciones Unidas.
Un número importante de actividades desarrolladas por el Coro han sido patrocinadas por las más altas instituciones nacionales, tales como: Ministerio de Educación, Ministerio de Relaciones Exteriores, Intendencia Regional de Valparaíso, I. Municipalidad de Viña del Mar, I. Municipalidad de Valparaíso y Consulados de países amigos.